# دهستان درختنگان
دهستان دران، نام یکی از دهستانهای بخش مرکزی شهرستان کرمان، واقع در شمال شهر کرمان؛ محدود است از شمال به دهستان حرجند، از شرق به دهستان چهارفرسخ، از جنوب به حومه شهر کرمان، از غرب به دهستان زنگی آباد. منطقه ای است کوهستانی و تمام روستاهای آن در دره‌ها و کنار رودخانه‌ها احداث شده‌اند، هوای آن سردسیری است.

## جمعیت
براساس سرشماری سال ۱۳۹۵ جمعیت آن ۱۲٬۶۶۲ نفر (۳٬۷۲۶ خانوار) بوده‌است.